# Croton mayanus
Croton mayanus là một loài thực vật có hoa trong họ Đại kích. Loài này được B.L.León & H.F.M.Vester mô tả khoa học đầu tiên năm 2006.